# Non fare lo struzzo
Non fare lo struzzo è il primo album di Lisa Fusco, pubblicato nel 1999.

## Tracce
1. 'Nu poco 'e sentimento
2. La manicurista
3. No tu mi 'a fa fa
4. La spaccata
5. Tuppe tuppe mariscià
6. Fresca fresca
7. Chiarina mia
8. Non fare lo struzzo
9. Mangio sultanto cciucculata
10. Sono nata dispettosa
11. Il mio cabaret
12. Mambo mà
13. Dint''o scuro 'e 'na stanza